# Sawice-Wieś
Sawice-Wieś [saˈvit͡sɛ ˈvjɛɕ] est un village polonais de la gmina de Repki dans le powiat de Sokołów et dans la voïvodie de Mazovie, au centre-est de la Pologne.